# Società Canottieri Ausonia
La Società Canottieri Ausonia A.S.D. è una società sportiva remiera fondata a Grado nel 1909.

## Storia
La società fu fondata nel 1909, quando Grado faceva parte dell'Austria-Ungheria, da un gruppo di irredentisti locali. Tra i fondatori spiccava il poeta Biagio Marin.
Molto attiva nelle competizioni Canoa e Kayak con giovani atleti e atlete a livello nazionale e europeo.
Affiliata alle federazioni FIC FICK FIV
Da anni organizza la regata "GRAISANA" che si svolge l'ultimo WE di Giugno e la Vogadalonga di Grado è oggi una vogata non competitiva da 18 km che parte dallo specchio antistante la Darsena Torpediniere, si snoda lungo la Litoranea Veneta e giunge al Primero, per poi ritornare al punto di partenza.
La manifestazione, aperta a tutti,  si svolge solitamente l’ultima domenica di ottobre.
Negli anni, la Vogadalonga è diventata un appuntamento tradizionale e imperdibile per le società affiliate a Federcanottaggio, Federcanoa, a quelle di voga alla veneta.
Inoltre, essendo un evento non competitivo, attrae ogni anno anche numerosi amatori che giungono dalla vicina Austria e Slovenia.